# Paracyathus lifuensis
Paracyathus lifuensis är en korallart som beskrevs av Gardiner 1899. Paracyathus lifuensis ingår i släktet Paracyathus och familjen Caryophylliidae. Inga underarter finns listade i Catalogue of Life.